# طوطی گلی شمالی

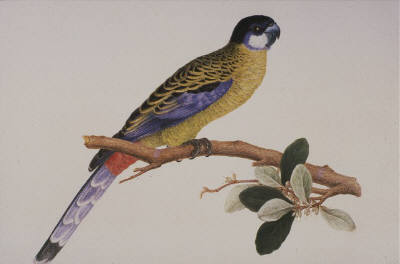
نقاشی فردیناند بائر c. 1811–1813

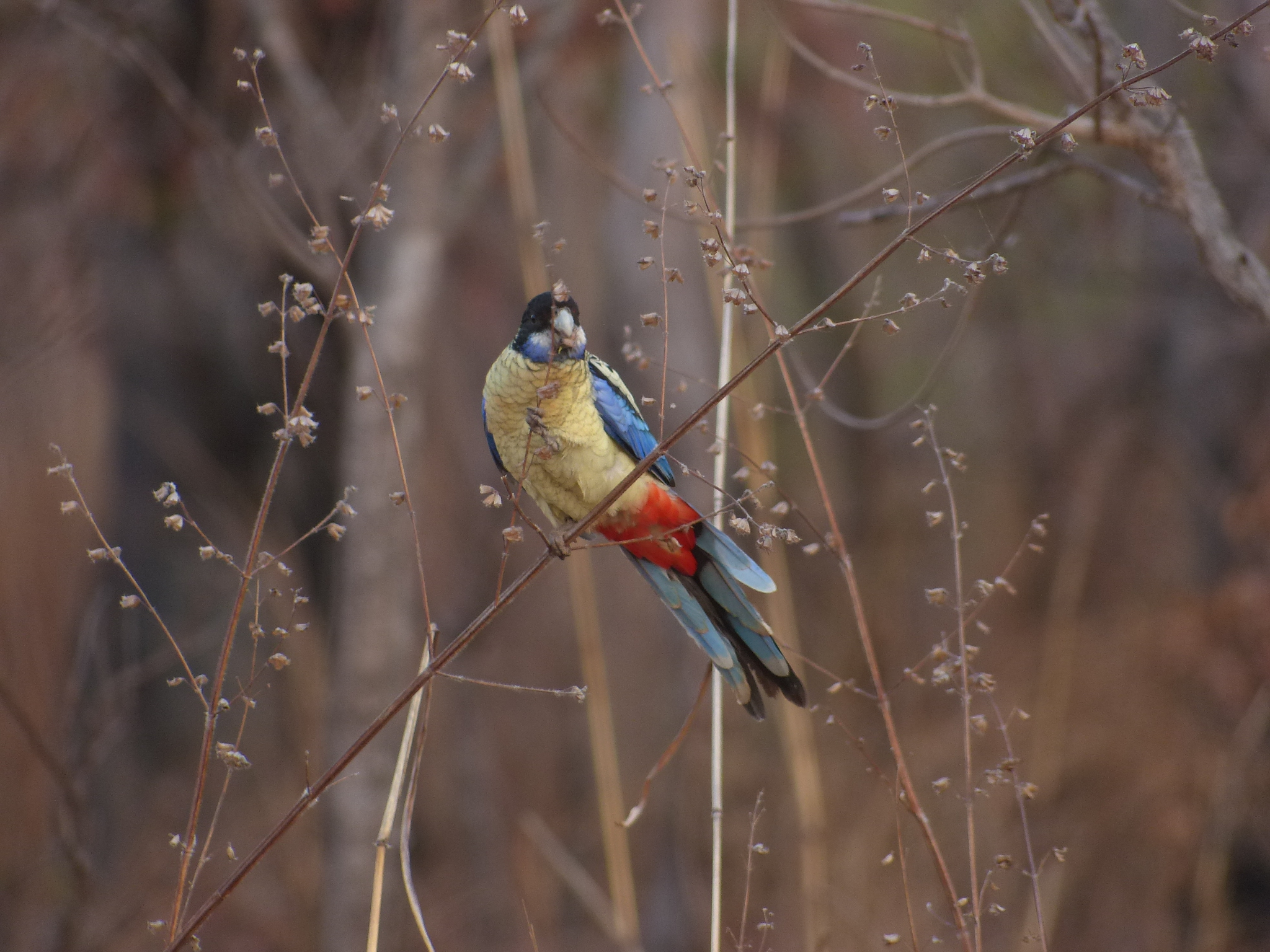
زیرگونه hillii، استرالیای غربی

طوطی گلی شمالی یا طوطی دم‌پهن شمالی (نام علمی: Platycercus venustus)، که در گذشته به عنوان طوطی دم‌پهن براون یا طوطی دم‌پهن اسموتی شناخته می‌شد، گونه‌ای از طوطی‌های بومی شمال استرالیا است که از خلیج کارپنتاریا و سرزمین آرنهم تا کیمبرلی را شامل می‌شود. در سال ۱۸۲۰ توسط هاینریش کوهل توصیف شد و دو زیرگونه شناخته شد. این گونه به‌طور نامعمول برای یک طوطی دم‌پهن رنگی است، با سر و گردن تیره و گونه‌های کم‌رنگ - عمدتاً سفید در زیرگونه از قلمرو شمالی و آبی در زیرگونه استرالیای غربی Hillii. گوشته و کتف طوطی دم‌پهن شمالی سیاه با گوش ماهی ریز زرد است، در حالی که پشت، کفه و زیرتنه آن زرد کم‌رنگ با گوش ماهی ریز سیاه است. دم بلند آبی مایل به سبز و بال‌ها سیاه و آبی مایل به بنفش است. جنس‌ها پرهای مشابهی دارند، در حالی که ماده‌ها و پرندگان جوان‌تر معمولاً کدرتر هستند و گاهی لکه‌های قرمزرنگ دارند.
طوطی دم‌پهن شمالی که در جنگل‌ها و ساوانای بازیافت می‌شود، عمدتاً گیاه‌خوار است و دانه‌ها، به‌ویژه علف‌ها و اکالیپت‌ها و همچنین گل‌ها و توت‌ها را مصرف می‌کند، اما ممکن است حشرات را نیز بخورد. لانه‌سازی در گودال درختان صورت می‌گیرد. اگرچه نامعمول است، اما طوطی دم‌پهن شمالی در فهرست سرخ اتحادیه بین‌المللی حفاظت از طبیعت (IUCN) از گونه‌های در معرض خطر کمترین نگرانی است.